# Органи внутрішніх справ
Органи внутрішніх справ (ОВС) — у пострадянських країнах, а в Україні — до утворення Національної поліції — правозахисні органи державної виконавчої влади, які беруть участь у здійсненні функцій держави, спрямованих на забезпечення законності та правопорядку, захист від протиправних посягань на життя, здоров'я, права та свободи громадян, власність, природне середовище, інтереси суспільства та держави.
«Під органами внутрішніх справ слід розуміти Міністерство внутрішніх справ України, головні управління МВС України в Криму, м. Києві та Київській області, управління МВС України в областях, м. Севастополі та на транспорті, їх міські, районні та лінійні відділи (управління), підрозділи, установи, навчальні заклади і науково-дослідні установи, що становлять єдину систему МВС України».
Основні завдання органів внутрішніх справ:
1. Забезпечення особистої безпеки громадян, захист їх прав, свобод та законних інтересів.
2. Реалізація державної політики боротьби із злочинністю. З цією метою здійснюються профілактичні та оперативно-розшукові заходи щодо запобігання, виявлення, припинення та розкриття злочинів.
3. Профілактика правопорушень. МВС та його підрозділи на місцях вносять до центральних та місцевих органів державної виконавчої влади, підприємств, установ та організацій подання про необхідність усунення причин та умов, що сприяють вчиненню правопорушень, організовують серед населення роз'яснювальну роботу з питань охорони громадського порядку й боротьби із злочинністю.
4. Охорона та забезпечення громадського порядку. Органи внутрішніх справ мають відповідні повноваження у сфері забезпечення охорони правопорядку на вулицях, майданах, у парках, скверах та інших громадських місцях; у сфері здійснення контролю за виконання правил перебування в Україні іноземців та осіб без громадянства.
5. Виявлення та розслідування злочинів.
6. Охорона прав та законних інтересів громадян, підприємств, установ, організацій незалежно від форми власності.

Формами діяльності органів системи МВС України (з урахуванням їхнього функціонального призначення) є: профілактична, оперативно-розшукова, кримінально-процесуальна, виконавча, охоронна (на договірних засадах) та організаційно-правова діяльність. Певні особливості в управлінні й функціонуванні має система органів внутрішніх справ на транспорті, побудована з урахуванням специфіки забезпечення охорони громадського порядку та боротьби зі злочинністю на залізничному, повітряному, морському й річковому транспорті.
В Україні було прийнято закон про органи внутрішніх справ. 7 серпня 2015 року він заветований Президентом.
З набранням чинності Законом «Про Національну поліцію» (7 листопада 2015) органів внутрішніх справ в Україні не існує. Проте, на поняття ОВС посилалися інші нормативно-правові акти, зокрема КПК (ст. 38 тощо). Виправити цю розбіжність був призначений проєкт закону "Про внесення змін до деяких законодавчих актів України у зв'язку з прийняттям Закону України «Про Національну поліцію», який Президент відмовився підписувати. Врешті, Закон, що усуває поняття ОВС з українського законодавства, набрав чинності 28 грудня 2015 року.